# Viola balcanica
Viola balcanica är en violväxtart som beskrevs av D. Delipavlov. Viola balcanica ingår i släktet violer, och familjen violväxter. Inga underarter finns listade i Catalogue of Life.